# Annie Bank
Annie Bank is een Nederlandse uitgeverij van bladmuziek. De naamgever, Annie Bank (Amsterdam, 7 december 1914 - aldaar, 24 maart 2002), richtte de uitgeverij in september 1941 op. Sinds 2004 gebruikt de uitgever de naam Annie Bank Edition. Werknemer Hans Oostendorp heeft het bedrijf in 1978 overgenomen. In 2015 verkocht hij de uitgeverij aan de Duitse uitgever Musikal Spezial / Edition Ferrimontana. 
De uitgeverij geeft bladmuziek uit voor met name koor, zowel geestelijk als wereldlijk. Ze richt zich op alle muziekstijlen van gregoriaans en missen tot grafische notatie, negro spirituals en popmuziek. Naast koormuziek geeft Annie Bank op veel kleinere schaal ook orgelmuziek uit waaronder transcripties van improvisaties van Klaas Bolt.  
Enkele componisten die hun muziek bij Annie Bank lieten uitgeven zijn  Henk Badings, Albert de Klerk, Ton de Leeuw, Daan Manneke, Vic Nees en Herman Strategier. 